# Boliviaans voetbalelftal in 1991
Het Boliviaans voetbalelftal speelde in totaal zes officiële interlands in het jaar 1991, waaronder vier wedstrijden bij de strijd om de Copa América in Chili. La Verde ("De Groenen") kwam niet verder dan drie gelijke spelen. De ploeg stond onder leiding van bondscoach Ramiro Blacutt, de opvolger van de eind 1989 opgestapte Jorge Habegger.

## Balans
| Wedstrijden | Wedstrijden | Wedstrijden | Wedstrijden | Doelpunten | Doelpunten | Doelpunten | Punten |
| Gespeeld    | Winst       | Gelijk      | Verlies     | Voor       | Tegen      | Saldo      | Punten |
| ----------- | ----------- | ----------- | ----------- | ---------- | ---------- | ---------- | ------ |
| 6           | 0           | 3           | 3           | 2          | 8          | –6         | 0.500  |

## Interlands
|                                                     |         |                      |          | |
| 14 juni Copa Paz del Chaco № 183 «onderlinge duels» | Bolivia | 0 – 1                | Paraguay | Estadio Ramón Tahuichi Aguilera, Santa Cruz Toeschouwers: 8.000 Scheidsrechter: Jorge Antequera (BOL) |
| 14 juni Copa Paz del Chaco № 183 «onderlinge duels» |         | 70' Gabriel González |          | Estadio Ramón Tahuichi Aguilera, Santa Cruz Toeschouwers: 8.000 Scheidsrechter: Jorge Antequera (BOL) |

|                                                     |          |       |         |                                                                                                  |
| 16 juni Copa Paz del Chaco № 184 «onderlinge duels» | Paraguay | 0 – 0 | Bolivia | Estadio Defensores del Chaco, Asunción Toeschouwers: 8.000 Scheidsrechter: Efigenio Verdun (PAR) |
| 16 juni Copa Paz del Chaco № 184 «onderlinge duels» |          |       |         | Estadio Defensores del Chaco, Asunción Toeschouwers: 8.000 Scheidsrechter: Efigenio Verdun (PAR) |

| Copa América |
| ------------ |

|                                                      |                        |       |                    |                                                                                          |
| 7 juli Copa América Groep B № 185 «onderlinge duels» | Bolivia                | 1 – 1 | Uruguay            | Estadio Playa Ancha, Valparaíso Toeschouwers: 10.000 Scheidsrechter: Carlos Maciel (PAR) |
| 7 juli Copa América Groep B № 185 «onderlinge duels» | Juan Berthy Suárez 16' |       | 73' William Castro | Estadio Playa Ancha, Valparaíso Toeschouwers: 10.000 Scheidsrechter: Carlos Maciel (PAR) |

|                                                      |                           |       |                          |                                                                                         |
| 9 juli Copa América Groep B № 186 «onderlinge duels» | Brazilië                  | 2 – 1 | Bolivia                  | Estadio Sausalito, Viña del Mar Toeschouwers: 18.430 Scheidsrechter: José Ramirez (PER) |
| 9 juli Copa América Groep B № 186 «onderlinge duels» | Neto 5' (pen.) Branco 47' |       | 89' (pen.) Erwin Sánchez | Estadio Sausalito, Viña del Mar Toeschouwers: 18.430 Scheidsrechter: José Ramirez (PER) |

|                                                       |          |       |         |                                                                                             |
| 11 juli Copa América Groep B № 187 «onderlinge duels» | Colombia | 0 – 0 | Bolivia | Estadio Sausalito, Viña del Mar Toeschouwers: 15.000 Scheidsrechter: Francisco Farias (VEN) |
| 11 juli Copa América Groep B № 187 «onderlinge duels» |          |       |         | Estadio Sausalito, Viña del Mar Toeschouwers: 15.000 Scheidsrechter: Francisco Farias (VEN) |

|                                                       |                                                                            |       |         |                                                                                          |
| 13 juli Copa América Groep B № 188 «onderlinge duels» | Ecuador                                                                    | 4 – 0 | Bolivia | Estadio Sausalito, Viña del Mar Toeschouwers: 19.000 Scheidsrechter: Gastón Castro (CHI) |
| 13 juli Copa América Groep B № 188 «onderlinge duels» | Álex Aguinaga 32' Raúl Avilés 42' Raúl Avilés 73' Erwin Ramírez 79' (pen.) |       |         | Estadio Sausalito, Viña del Mar Toeschouwers: 19.000 Scheidsrechter: Gastón Castro (CHI) |

## Statistieken
| Marco Antonio Barrero  | 1962-01-26 | Club Bolívar       | 4 | 0 | 0 | 12 | 0 |
| Víctor Aragón          | 1966-12-23 | The Strongest      | 2 | 0 | 0 | 2  | 0 |
| Verdediging            |            |                    |   |   |   |    |   |
| Marcos Ferrufino       | 1963-04-25 | Club Bolívar       | 6 | 0 | 0 | 9  | 0 |
| Miguel Rimba           | 1967-11-01 | Club Bolívar       | 6 | 0 | 0 | 10 | 0 |
| Marciano Saldías       | 1966-04-25 | Oriente Petrolero  | 6 | 0 | 0 | 18 | 0 |
| Eduardo Jiguchi        | 1970-08-24 | Oriente Petrolero  | 5 | 0 | 0 | 5  | 0 |
| Modesto Soruco         | 1966-02-12 | Club Blooming      | 1 | 1 | 0 | 2  | 0 |
| Sergio Rivero          | 1963-12-06 | Real Santa Cruz    | 1 | 0 | 0 | 1  | 0 |
| Juan Carlos Chávez     | 1972-12-11 | Club Blooming      | 0 | 1 | 0 | 1  | 0 |
| Middenveld             |            |                    |   |   |   |    |   |
| Ramiro Castillo        | 1966-03-27 | CA Rosario Central | 6 | 0 | 0 | 8  | 0 |
| José Milton Melgar     | 1959-09-20 | Everton            | 6 | 0 | 0 | 34 | 2 |
| Carlos Borja           | 1956-12-25 | Club Bolívar       | 5 | 1 | 0 |    |   |
| Marco Etcheverry       | 1970-09-26 | Albacete Balompié  | 5 | 0 | 0 | 9  | 0 |
| Julio César Baldivieso | 1971-12-02 | Jorge Wilstermann  | 3 | 3 | 0 | 6  | 0 |
| Erwin Sánchez          | 1969-10-19 | GD Estoril-Praia   | 2 | 1 | 2 | 15 | 2 |
| José Luis Medrano      | 1968-05-16 | Oriente Petrolero  | 0 | 3 | 0 | 3  | 0 |
| Aanval                 |            |                    |   |   |   |    |   |
| Juan Berthy Suárez     | 1969-06-24 | Club Blooming      | 4 | 0 | 0 | 4  | 0 |
| Modesto Molina         | 1968-09-21 | Oriente Petrolero  | 2 | 1 | 0 | 3  | 0 |
| Jaime Moreno           | 1974-01-19 | Club Blooming      | 2 | 0 | 0 | 2  | 0 |
| Álvaro Peña            | 1966-02-11 | Oriente Petrolero  | 0 | 2 | 0 |    |   |

FBF · A-internationals · Selecties · Bondscoaches · Statistieken · Boliviaans vrouwenelftal · Olympisch elftal · Bolivia U21 · Bolivia U20 · Bolivia U19 · Bolivia U18 · Bolivia U17
1926–1949 · 
1950–1959 · 
1960–1969 · 
1970–1979 · 
1980–1989 · 
1990–1999 · 
2000–2009 · 
2010–2019 ·
2020−2029
CC 1999
WK 1930 · 
WK 1950 · 
WK 1994
1926 · 
1927 · 
1927 · 1928 · 1929 · 
1930 · 
1931 · 1932 · 1933 · 1934 · 1935 · 1936 · 1937 · 
1938 · 
1939 · 1940 · 1941 · 1942 · 1943 · 1944 · 
1945 · 
1946 · 
1947 · 
1948 · 
1949 · 
1950 · 
1951 · 1952 · 
1953 · 
1954 · 1955 · 1956 · 
1957 · 
1958 · 
1959 · 
1960 · 
1961 · 
1962 · 
1963 · 
1964 · 
1965 · 
1966 · 
1967 · 
1968 · 
1969 · 
1970 · 
1971 · 
1972 · 
1973 · 
1974 · 
1975 · 
1976 · 
1977 · 
1978 · 
1979 · 
1980 · 
1981 · 
1982 · 
1983 · 
1984 · 
1985 · 
1986 · 
1987 · 
1988 · 
1989 · 
1990 · 
1991 · 
1992 · 
1993 · 
1994 · 
1995 · 
1996 · 
1997 · 
1998 · 
1999 · 
2000 · 
2001 · 
2002 · 
2003 · 
2004 · 
2005 · 
2006 · 
2007 · 
2008 · 
2009 · 
2010 ·
2011 · 
2012 · 
2013 · 
2014 · 
2015 · 
2016 ·
2017 ·
2018 ·
2019 ·
2020 ·
2021 ·
2022 ·
2023 ·
2024
Algerije ·
Andorra ·
Argentinië ·
Brazilië ·
Bulgarije · 
Chili ·
Colombia ·
Costa Rica ·
Cuba ·
Curaçao ·
DDR ·
Duitsland ·
Ecuador ·
Egypte ·
El Salvador ·
Finland ·
Frankrijk ·
Griekenland ·
Guatemala ·
Guyana ·
Haïti ·
Honduras ·
Hongarije ·
Ierland ·
IJsland ·
Irak ·
Iran ·
Jamaica ·
Japan ·
Joegoslavië ·
Kameroen ·
Letland ·
Mexico ·
Myanmar ·
Nicaragua ·
Noord-Korea ·
Oezbekistan ·
Panama ·
Paraguay ·
Peru ·
Polen ·
Portugal ·
Roemenië ·
Rusland ·
Saoedi-Arabië ·
Senegal ·
Servië ·
Slowakije ·
Spanje ·
Trinidad en Tobago ·
Tsjecho-Slowakije ·
Uruguay ·
Venezuela ·
Verenigde Arabische Emiraten ·
Verenigde Staten ·
Zuid-Afrika ·
Zuid-Korea ·
Zwitserland